# Siikasaari (ö i Finland, Egentliga Tavastland)
Siikasaari är en ö i Finland. Den ligger i sjön Nerosjärvi och i kommunen Tavastehus i den ekonomiska regionen  Tavastehus ekonomiska region  och landskapet Egentliga Tavastland, i den södra delen av landet, 120 km norr om huvudstaden Helsingfors. Öns area är 6,8 hektar och dess största längd är 0,5 kilometer i öst-västlig riktning.